# Jean Speetjens

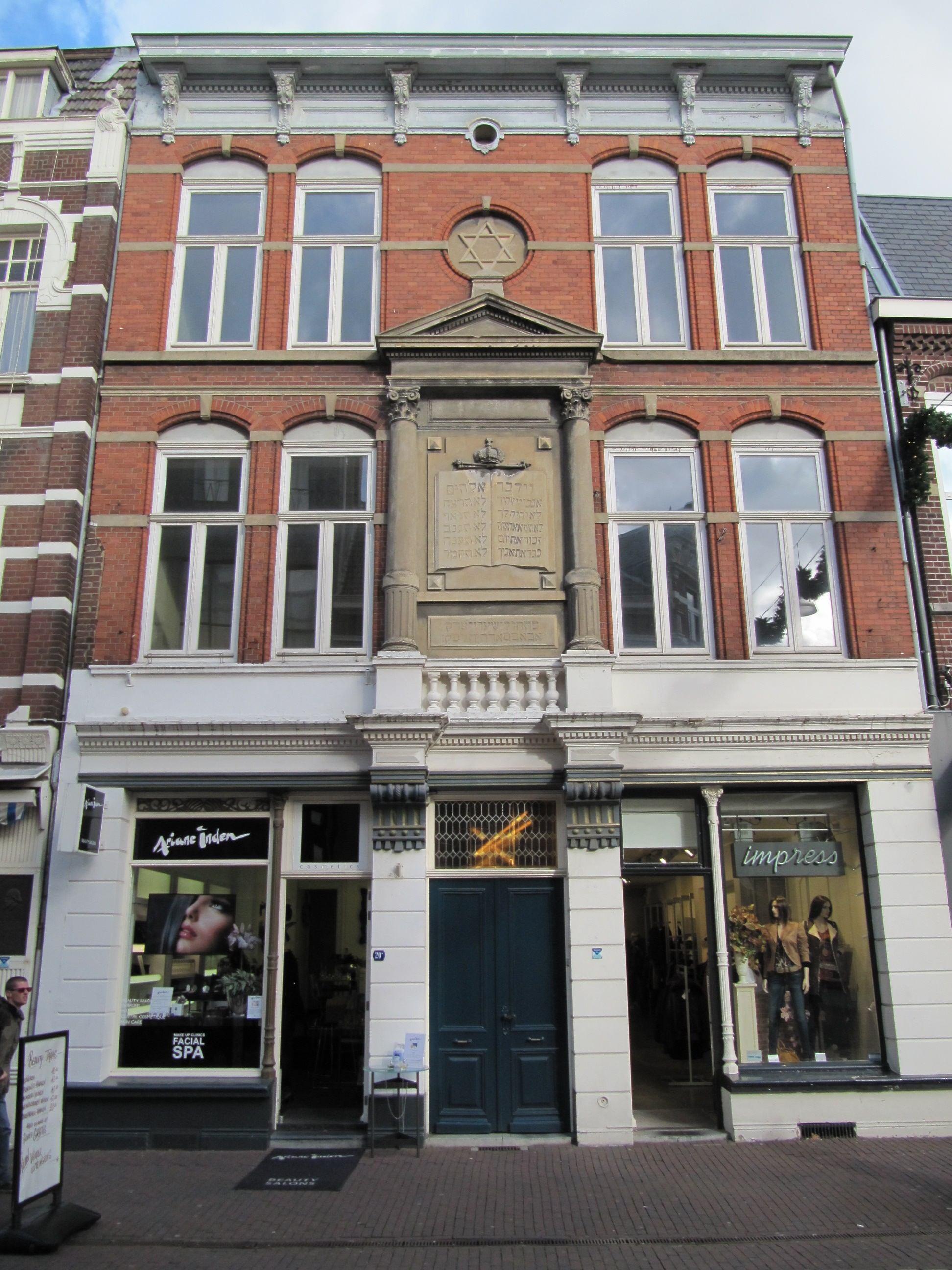
Synagogefront, Hamstraat 20-20A, Roermond. 1896.

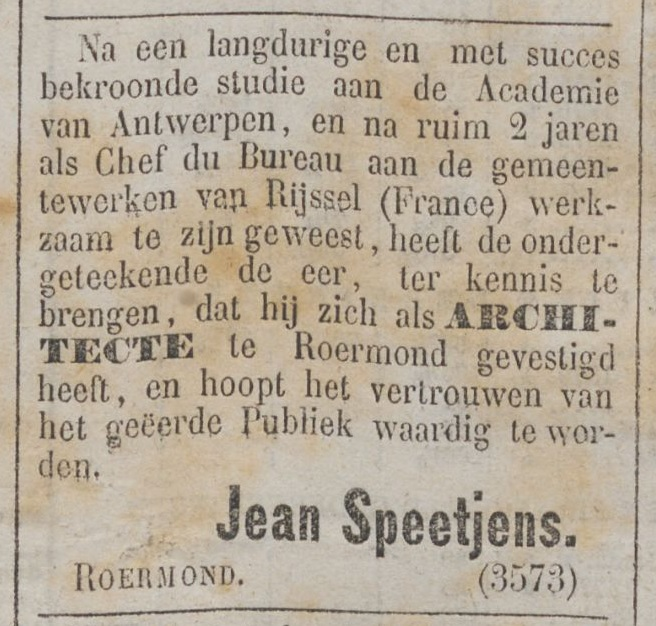
Advertentie Speetjens uit De Tijd, 10 mei 1880.

Jean Hubertus Speetjens, ook Jean Spätjens of Jan Speetjens genoemd (Roermond, 4 oktober 1858 – Antwerpen, 16 oktober 1912), was een Nederlands architect.

## Levensloop
Hij was zoon van Peter Mathijs Speetjens en Odilia Steuns. Speetjens volgde de opleiding bouwkunde aan de Academie in Antwerpen, waar hij in 1878 een prix d'excellence behaalde. Daarna was hij ruim twee jaar in dienst als chef du bureau van de gemeentewerken in Rijsel. Hij vestigde zich in 1880 als architect in Roermond. In 1886 was hij betrokken bij de verbouwing van de openbare school in Ohé en Laak. In 1887 was hij opzichter bij de bouw van het raadhuis in Echt, ontworpen door Johannes Kayser. In 1897 was hij betrokken bij de bouw van een lagere school aan de Neerstraat in Roermond. Speetjens overleed te Antwerpen op 16 oktober 1912, vier dagen na zijn echtgenote Maria Dymphna Van Gennip en liet vier kinderen na: drie dochters en één zoon.

## Werk
- Synagogefront, Hamstraat 20-20A, Roermond. 1896.
- Pand, Willem II-singel 21, Roermond. 1894.
- Pand, Neerstraat 36, Roermond. 1897.
- Woonhuis Albin Windhausen, Kapellerlaan 48, Roermond. 1898.
- Woonhuis Meisters, Schuitenberg, Roermond. 1901.

Aan hem wordt ook het pand Cillekens-Dreessen op Neerstraat 34 toegeschreven. Verder zou hij ook het pand Neerstraat 36 en de protestantse school aan de Minderbroedersingel ontworpen hebben. Verder was Speetjens in 1898-1899 als ‘buitengewoon opzichter’ betrokken bij de bouw van het Slachthuis van de architecten Gerard Rammers en Georg Osthoff.